# Anthessius dilatatus
Anthessius dilatatus är en kräftdjursart som först beskrevs av Georg Ossian Sars 1918.  Anthessius dilatatus ingår i släktet Anthessius, och familjen Anthessiidae. Arten har ej påträffats i Sverige.